# David Graiver
David Graiver Gitnacht (La Plata, enero de 1941 - México, 6 de agosto de 1976) fue un empresario y banquero argentino que formó un poderoso grupo empresario y financiero en la década de 1970. En 1973 adquirió Papel Prensa.

## Biografía
David Graiver, Dudi para su familia y amigos, era hijo de inmigrantes polacos que arribaron a Argentina en la década de 1930. Su padre, Juan Graiver, casado con Eva Gitnacht, emigró a Argentina presintiendo un clima por demás hostil hacia los judíos en Europa, se instaló en la ciudad de La Plata y se dedicó con éxito al negocio inmobiliario. David Graiver nació en la "ciudad de las diagonales" y fue el mayor de los hijos de Juan y Eva, estudió derecho pero no concluyó sus estudios e inició su carrera de banquero comprando el Banco Comercial de La Plata en el año 1967, con fondos aportados por su familia.
Se casó con Susana Rutenberg en 1969, pero la relación no duró mucho, y en 1974 se separaron mediante un acuerdo de división de bienes (no había posibilidad de divorcio en esa época). Graiver se puso en pareja con su novia y amante Lidia Papaleo, se casaron en México y tuvieron una hija: María Sol Graiver.
Durante la dictadura de Alejandro Lanusse, fue Subsecretario General del Ministerio de Bienestar Social cuando Francisco Manrique era ministro de esa cartera. Años después, se desempeñó como asesor de confianza del ministro de Economía de Héctor José Cámpora, José Ber Gelbard, y en algunos medios se sostiene que eran socios en varios emprendimientos.
A los 35 años de edad, Graiver era propietario de dos bancos en Argentina (Comercial de La Plata y Hurlingham), dos bancos en Nueva York, el ABT y el CNB (American Bank and Trust y Century National Bank), la BAS en Bruselas (Banque pour l’Amérique du Sud), un banco en Tel Aviv (Swiss-Israel Bank) y decenas de compañías desparramadas por el mundo. Sus propiedades sumaban unos 200 millones de dólares. Una investigación del Banco Central llevó a Graiver a tener algunas causas judiciales en contra en Argentina, por infracciones y defraudaciones financieras, aunque luego todas esas causas fueron archivadas, gracias a sus contacto con Gelbard.
En diciembre de 1973, con la ayuda del ministro Gelbard, el Grupo Civita de Editorial abril vendió el 26% de las acciones de Papel Prensa — primera empresa argentina dedicada a la producción de papel de diario— a David Graiver, quedando el resto de las acciones en poder del Estado argentino.
Fue socio del periodista Jacobo Timerman como inversor en el diario La Opinión que dirigía Jacobo, así como también aportó dinero para la creación del diario La Tarde, dirigido por el hijo de Jacobo, Héctor Timerman, cuyo fin era el de fogonear y propiciar el golpe de Estado de 1976. La sociedad de Graiver con los Timerman y de Graiver con la organización Montoneros traería funestas consecuencias para Jacobo Timerman, que lo llevó a ser secuestrado y torturado por la dictadura militar para ser investigado por su relación con Montoneros.
A Graiver se lo relaciona con la agrupación Montoneros; a los que según integrantes del proceso militar, servía como administrador de los fondos que la organización obtuvo por el secuestro de Jorge Born. De los 60 millones de dólares que Montoneros obtuvo por el secuestro de los Born, él se encargó de blanquear 17 millones en el circuito bancario de Suiza.
David Graiver muere en México el 6 de agosto de 1976 en un, presunto, accidente de avión.